# التدخين في إندونيسيا

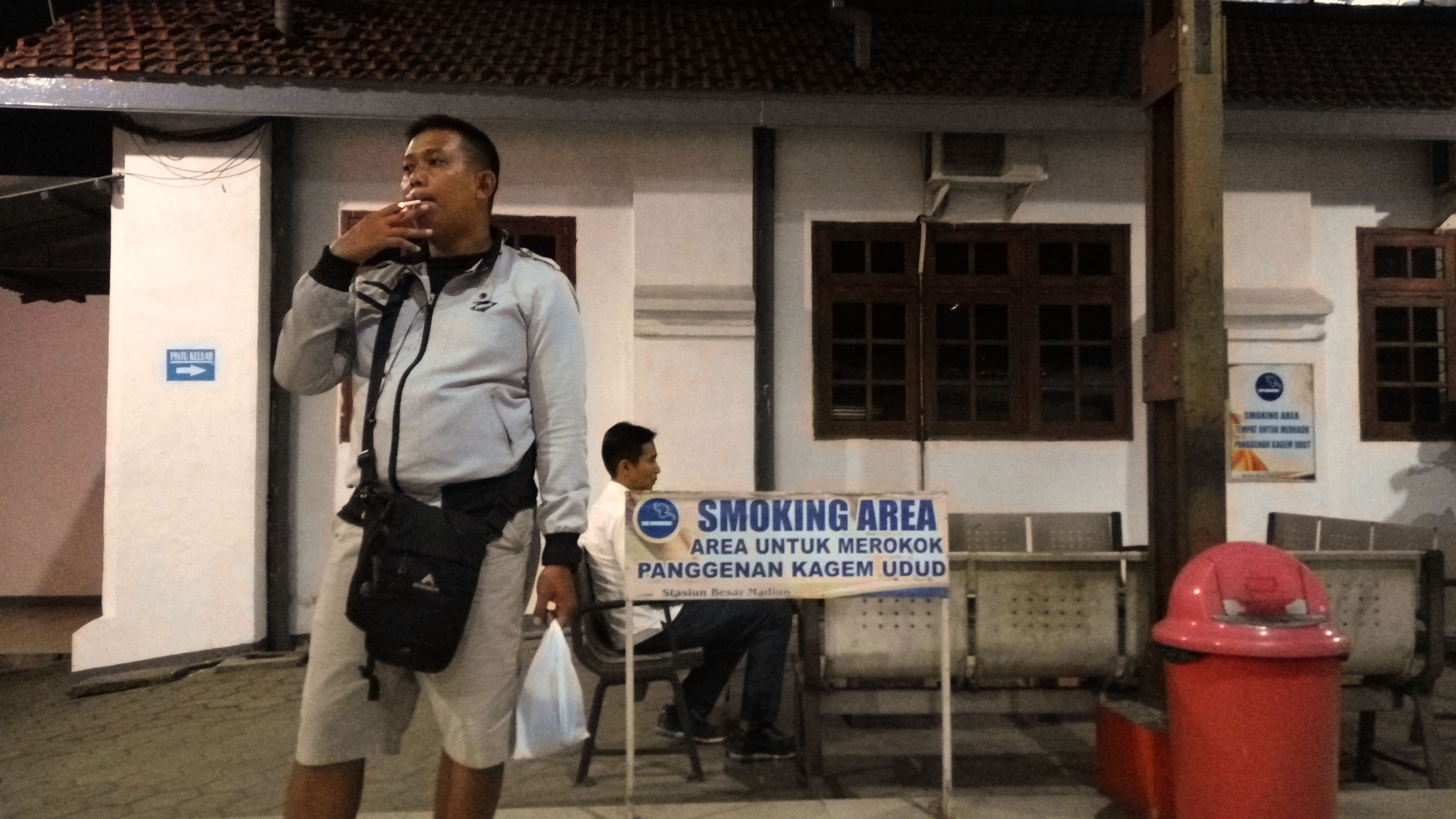
منطقة التدخين في محطة سيدوارجو

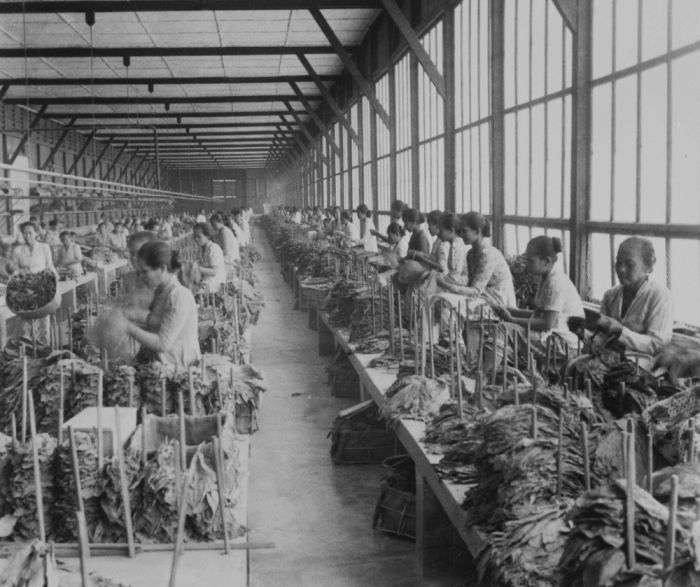
مصنع التبغ في سوماترا

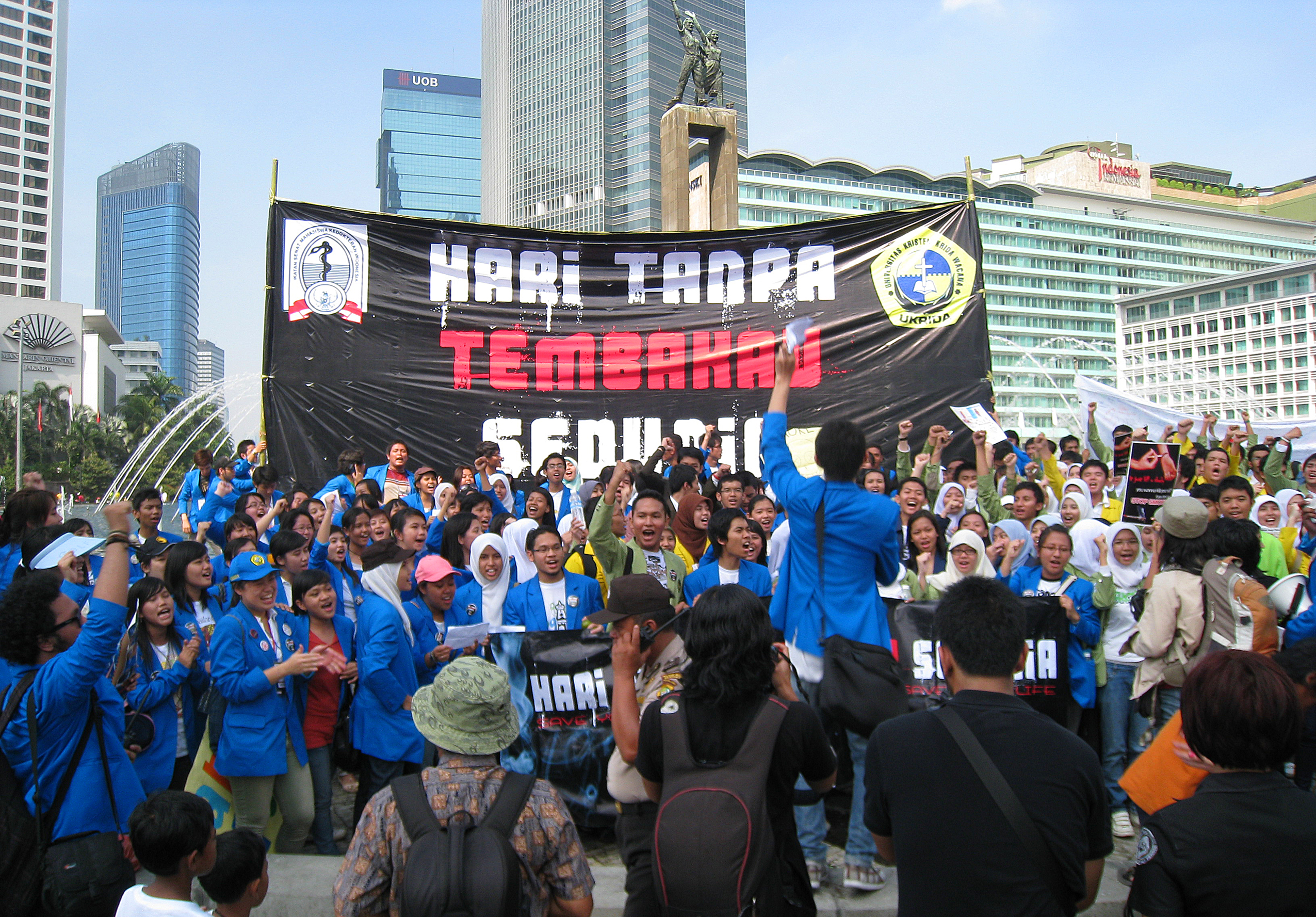
احتجاج ضد التبغ في جاكرتا

هناك حوالي 61.4 مليون مدخن في إندونيسيا، من إجمالي سكان يبلغ عددهم 273 مليون نسمة. حوالي 63% من الرجال و5% من النساء يدخنون، مما يعادل 34% من السكان. الأغلبية، 88% من المدخنين الإندونيسيين، يستخدمون القرنفل في الكريتك. يقوم مصنعو الكريتك بتوظيف أكثر من 180,000 شخص بشكل مباشر في إندونيسيا، بالإضافة إلى 10 ملايين آخرين بشكل غير مباشر. إندونيسيا هي خامس أكبر سوق للتبغ في العالم، وفي عام 2008 تم بيع أكثر من 165 مليار سيجارة في البلاد.
أهم شركات التبغ التي تهيمن على السوق في إندونيسيا حسب سنة التأسيس تشمل:
- إتش إم سامبورنا (فيليب موريس الدولية، 1913).
- بينتويل إنترناشيونال إنفستاما (التبغ البريطاني الأمريكي، 1930).
- نوجورونو توباكو إنترناشيونال (1932).
- دجاروم (1951).
- غودانغ غارام (1958).
- ويسميلاك إنتي ماكمور (1962).
- تري ساكتي بوروساري ماكمور (شركة التبغ والجنسانغ الكورية، 1974).
- التبغ الإندونيسي (1980).[6]

وقد صنفت منظمة الصحة العالمية إندونيسيا في المرتبة الثالثة في العالم من حيث إجمالي عدد المدخنين.

## سجائر كريتيك

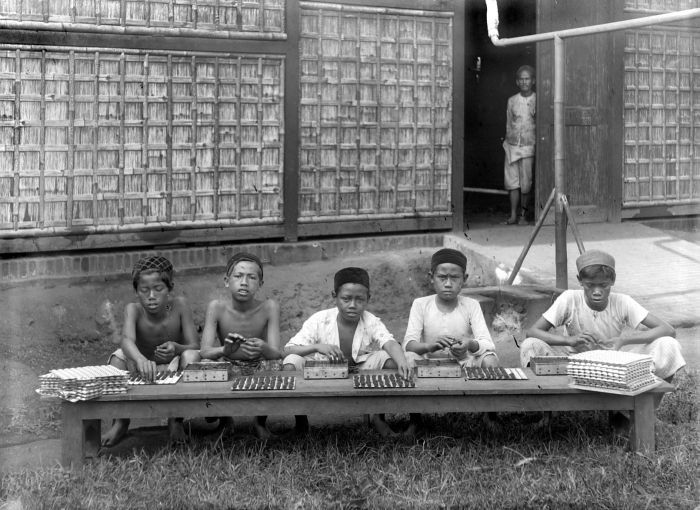
عمل الأطفال في صناعة كريتيك في الهند الشرقية الهولندية

تُعتبر سجائر الكريتيك اختراعًا من قبل نيتيسيميتو من مدينة كودوس، وهي مدينة صناعية في جاوة الوسطى. ظهرت هذه السجائر في أواخر القرن التاسع عشر في جاوة. كانت الممارسة تتمثل في لف خليط من التبغ والقرنفل وكاكاو في غلاف من قش الذرة الجاف، مما يعطي نكهة عسليّة. وكان نيتيسيميتو هو من أدخل أوراق السجائر بدلًا من قش الذرة؛ وبعد هذه الابتكار البسيط، تم افتتاح مصنع لإنتاج السجائر في سوماترا. أصبحت العلامة التجارية الأولى التي تم إنتاجها في هذا المصنع، "بال تيغا" (كرات ثلاثية)، شديدة الشعبية، ونتيجة لذلك، ازدهر اقتصاد كودوس.
وقد قام المخترع بشعبية علامته التجارية من خلال حملة إعلامية مكثفة، حتى أنه أسس محطته الإذاعية الخاصة لهذا الغرض. وقد روج لعادته في تدخين الكريتيك على أنها علاج له من الربو. أدى التنافس الشديد (حيث يوجد الآن 25 مصنعًا في المدينة وضواحيها) جنبًا إلى جنب مع ضعف الإدارة إلى فشله المالي في نهاية المطاف، حيث توفي في عام 1953. علامة أخرى هي غودانغ غارام، التي أسسها رجل الأعمال الإندونيسي من أصل صيني سوريا وونويدجو. وتتميز بأنها أكبر أكبر صاحب عمل في إندونيسيا.
تعد سجائر الكريتيك شديدة الشعبية في المناطق الريفية حيث تعتبر هذه النوعية من السجائر رخيصة. كما أن الكريتيك معروفة بأنها تحترق ببطء، وتطفئ نفسها أيضًا. وتشير الأدلة إلى أن الآفات الفموية قد تكون أقل شيوعًا مقارنةً بأنواع السجائر الأخرى. وبسبب هذا التأثير، حلت عادة تدخين السجائر محل مضغ البتل.
مصطلح "كريتيك" هو مشتق صوتي، حيث يشير إلى الصوت المتشقق الذي يُنتج عندما تُحترق هذه السجائر وتُستنشق.
تحتوي سجائر الكريتيك على تركيز عالٍ من القطران والنيكوتين، يبلغ حوالي أربعة أضعاف ما يحتويه أقوى مارلبورو. بعض البلدان (مثل الولايات المتحدة) قد حظرت تسويق السجائر المنكهة (بما في ذلك الكريتيك)، حيث يُنظر إليها عادة على أنها أكثر جذبًا للشباب. التأثير الضار الآخر المذكور هو من زيت القرنفل المستخدم في صناعة الكريتيك. زيت القرنفل أو يوجينول ضار بالرئتين. أفادت وزارة الصحة في إندونيسيا في عام 2000 أن 200,000 شخص يتأثرون بالسرطان سنويًا، لكن العلاقة الدقيقة لليوجينول بالتدخين لم تُقيّم بعد. بسبب شعبية الكريتيك، فإن 5% من الإيرادات الوطنية تأتي من هذا المصدر، ويأتي ذلك بعد إيرادات النفط فقط. كما تسجل إندونيسيا أعلى نمو في صناعة السجائر في العالم، حيث تمثل 4% من استهلاك السجائر عالميًا.
بينما يتناقص تدخين السجائر في جميع أنحاء العالم، فإن صناعة السجائر في إندونيسيا لا تزال تزدهر. إذ أن إندونيسيا تمتلك واحدة من أعلى معدلات التدخين في العالم وهي حاليًا واحدة من أكبر منتجي التبغ في العالم، مع ماليزيا والولايات المتحدة كأحد أسواقها المهمة. هناك المئات من شركات التبغ في البلاد، حيث تهيمن غودانغ غارام ودجاروم وسامبورنا وبينتوول وويسميلك على حصة السوق الإندونيسية.
كانت الكريتيك في البداية عادة من طبقات المجتمع الدنيا. ومع ذلك، أصبحت الآن شديدة الشعبية بين "الطبقة الوسطى والمثقفين"، لدرجة أنها أصبحت شائعة جدًا ومميزة كمؤشر على الهوية الإندونيسية. 

## التأثيرات الضارة والتنظيمات
يُقال أن تدخين التبغ في إندونيسيا يسبب وفاة 300,000 شخص سنويًا. على الرغم من أن إندونيسيا تتطلب وجود لافتات "ممنوع التدخين" في الوحدات الصحية، والمؤسسات التعليمية، ونظام النقل العام، إلا أنه لا يوجد حظر على التدخين في المكاتب الحكومية والخاصة، والمطاعم والحانات. وتوفر الإعفاءات الضريبية في إندونيسيا حافزًا للمصنعين للإعلان عن بيع السجائر مقارنةً بالدول الأخرى في المنطقة، على الرغم من أن البنك الدولي يوصي بزيادة معدلات الضرائب. نتيجة لذلك، تكاد الشركات المصنعة للسجائر تجري إعلانات السجائر بشكل مجاني. كل هذه العوامل، بالإضافة إلى التكلفة المنخفضة، ساهمت في الانتشار الواسع لتدخين السجائر في إندونيسيا بين الأشخاص من جميع الأعمار.
وإلى درجة أن طفلًا في الثانية من عمره بدأ عادة تدخين علبتين من السجائر يوميًا في قريته لصيد الأسماك، حيث يدخن الجميع. وتم الإبلاغ عن أن جد الطفل هو من بدأ في تعليم ابنه هذه العادة في سن 18 شهرًا. ومع ذلك، تشير تقارير الصحافة إلى أن الطفل تم وضعه في إعادة تأهيل من خلال وضعه في بيئة مختلفة تحت رعاية طبيب نفسي، وبذلك تخلص من التدخين. الحكومة الإندونيسية تدرس الآن تقديم لوائح من شأنها حظر إعلانات السجائر، والتدخين في الأماكن العامة، وبيع السجائر للأطفال.

## القضايا الرئيسية

### إعلانات السجائر
على عكس باقي أنحاء العالم، لا تزال إعلانات السجائر مسموحة في إندونيسيا، ومنذ عام 2021، تعتبر إندونيسيا الدولة الوحيدة في العالم التي تسمح بإعلانات السجائر. ومع ذلك، يُحظر عرض السجائر ويجب أن تتضمن الإعلانات رسائل تحذير من التدخين. في إندونيسيا نفسها، تعرف هذه الإعلانات باسم iklan rokok (إعلانات السجائر) في اللغة الإندونيسية. في عام 2003، قُدرت قيمة إعلانات السجائر والترويج لها في إندونيسيا بمبلغ 250 مليون دولار. بالإضافة إلى الإعلانات التلفزيونية والإعلانات الخارجية، تحدث أيضًا رعاية فعاليات رياضية وحفلات موسيقية من قبل علامات تجارية أو شركات السجائر.

### تدخين الأطفال
وفقًا للمتحدث الرسمي باسم لجنة حماية الطفل الإندونيسية (KPAI) والذي يطور اللوائح لمنع الأطفال من الإدمان على التدخين، قال: "مستقبل 80 مليون طفل إندونيسي في خطر، حيث كان منتجو السجائر يوجهون استهدافهم للأطفال كسوقهم المستقبلية من خلال الإعلانات التلفزيونية الضخمة ورعاية الأنشطة التي يشارك فيها المراهقون بشكل أكبر".
وتشير التقارير إلى أن أكثر من 30% من الأطفال في إندونيسيا يدخنون سيجارة قبل سن العاشرة. في عام 2010، تصدرت عناوين الصحف العالمية قصة طفل يبلغ من العمر عامين من سومطرة، أري دي ريزال، الذي كان يدخن 40 سيجارة يوميًا.
في عام 2003، كانت قيمة إعلانات السجائر والترويج لها في إندونيسيا تُقدر بحوالي 250 مليون دولار. وبالتالي، تعتبر إندونيسيا واحدة من أبرز مراكز تصنيع التبغ في العالم. يُقال إن تدخين الكريتيك هو "جزء متأصل من الثقافة الإندونيسية"، حيث يُشَمُّ رائحة دخان الكريتيك في جميع أنحاء إندونيسيا.

## الحظر
في جاكرتا، يُحظر التدخين في المطاعم، والفنادق، ومباني المكاتب، والمطارات، ووسائل النقل العامة، والمناطق العامة بشكل عام. ويتعين على المطاعم التي ترغب في السماح بالتدخين أن توفر مساحة مخصصة لذلك، وذلك اعتبارًا من 4 فبراير 2006. وقد تم تنفيذ تخصيص أماكن منفصلة للمدخنين في نصف المنشآت فقط بحلول يونيو 2007.
تم تمديد قوانين منع التدخين لتشمل بالي في نوفمبر 2011، مما أثر على المعالم السياحية، بما في ذلك المطاعم والفنادق؛ بالإضافة إلى المدارس، والمباني الحكومية، ودور العبادة، وغيرها من الأماكن العامة. كما تم فرض حظر على بيع وترويج التبغ في المدارس، على الرغم من أن ذلك لم يمنع شركات التبغ من تقديم رعاية للمدارس. ومع ذلك، كانت اللوائح غير كافية، مما أدى إلى إصدار قوانين أكثر صرامة في يونيو 2012.
تم حظر التدخين في قطارات الشركة الحكومية PT Kereta Api Indonesia اعتبارًا من 1 مارس 2012.
تم حظر التدخين في بالي اعتبارًا من 1 يونيو 2012، مع فرض غرامات ثقيلة. ستصبح الفنادق والمطاعم والمعالم السياحية ودور العبادة والمرافق الصحية والمدارس مناطق خالية من التدخين. كما تم حظر التدخين وإعلانات التبغ في الملاعب، والأسواق التقليدية والحديثة، ومحطات النقل، والمطارات، والمكاتب الحكومية ووسائل النقل العامة.

## المعرض

التدخين في إندونيسيا
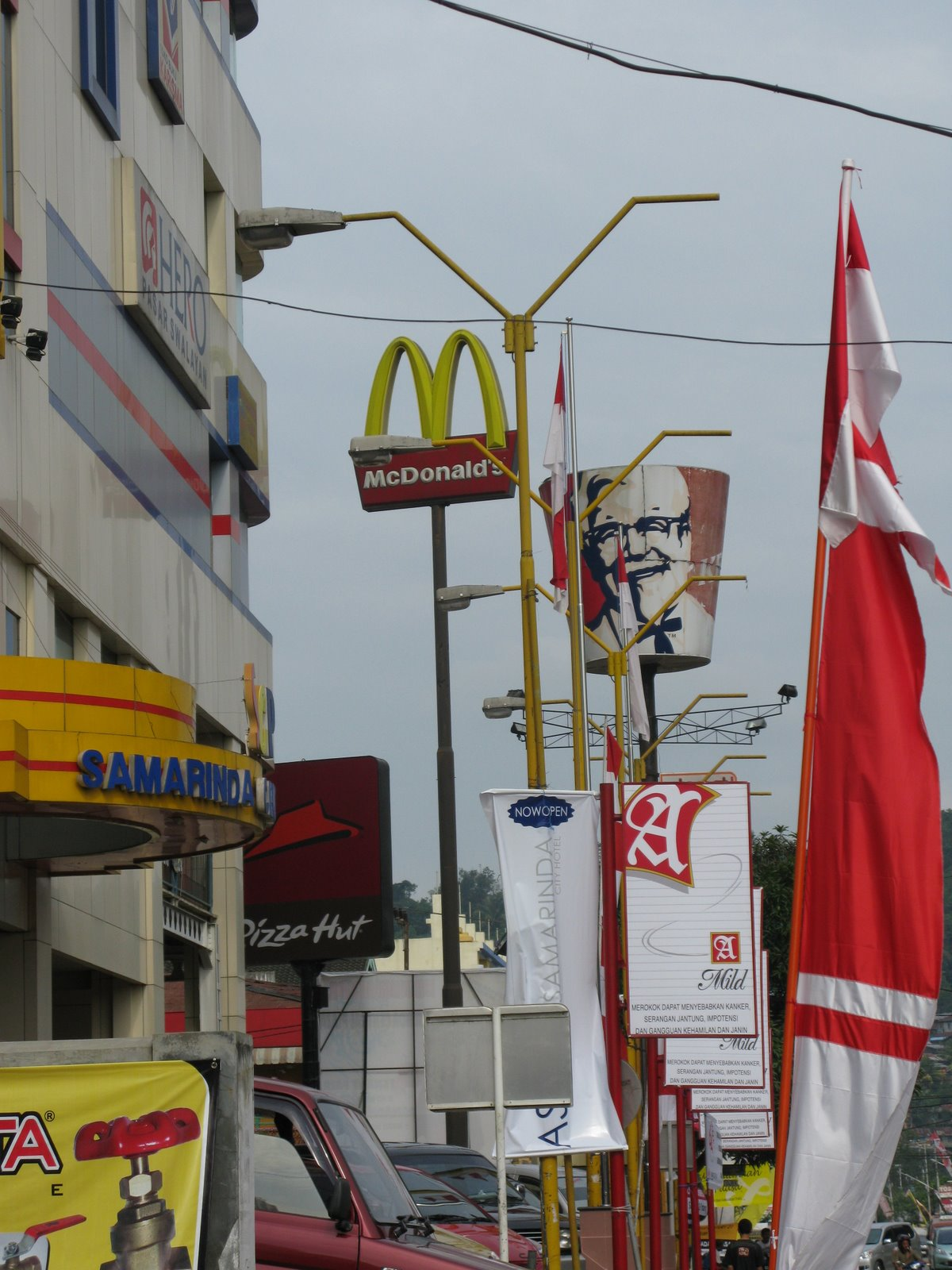
صف من إعلانات A Mild (الأسفل اليمين)
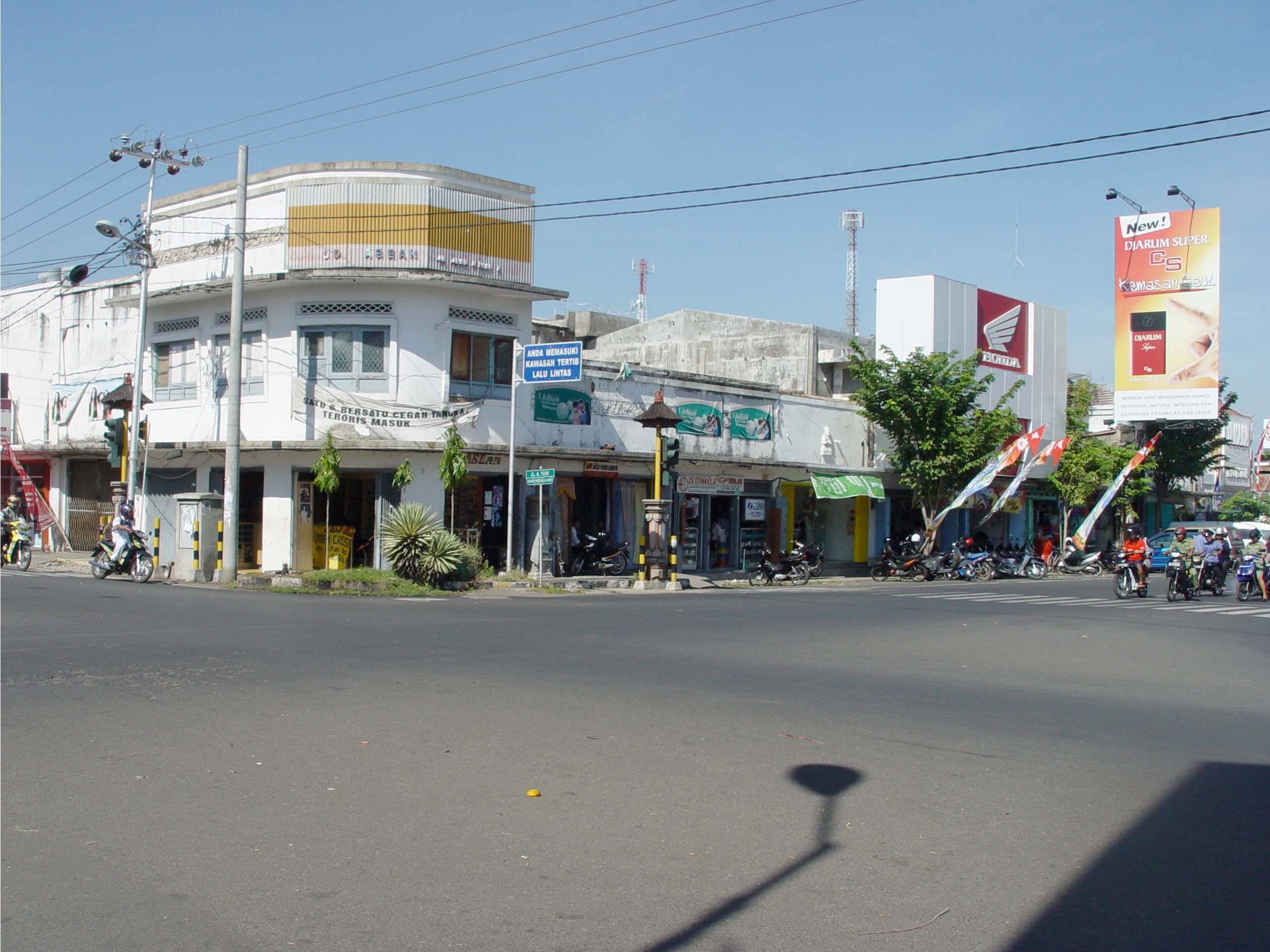
منظر شارع في سنغاراجا، بالي، مع إعلان Djarum Super Compact Size
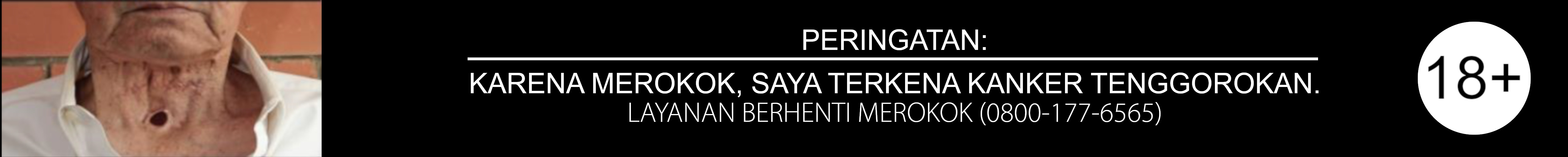
تحذير ظاهر في الإعلانات الحالية، مستخدم منذ أواخر 2018